# Anselmo Moreno
Anselmo Moreno est un boxeur panaméen né le 28 juin 1985 à El Martillo. 

## Carrière
Il devient champion du monde des poids coqs WBA le 31 mai 2008 après avoir battu aux points Wladimir Sidorenko puis défend deux fois sa ceinture en 2008 face à Cecilio Santos le 18 septembre puis Rolly Matsushita le 30 octobre.
Le 2 mai 2009, il remporte aux points par décision partagée le combat revanche contre Sidorenko. Le 4 juillet, il affronte Mahyar Monshipour qu'il bat également aux points à Poitiers, et le 4 décembre, il bat à Agde le français Frédéric Patrac par arrêt de l'arbitre à la 10e reprise.
Moreno conserve à nouveau sa ceinture en s'imposant aux points par décision partagée face à Nehomar Cermeno le 27 mars puis le 14 août 2010.
Le 17 juin 2011, il bat au 8e round l'ancien champion du monde Lorenzo Parra, le 3 décembre suivant Vic Darchinyan à Anaheim et le 21 avril 2012 David De La Mora. Anselmo Moreno défie Abner Mares, champion WBC des super-coqs, le 10 novembre 2012 au Staples Center de Los Angeles. Malmené dans la première partie du combat, il revient dans le combat et s'incline de peu aux points. Chemito conserve néanmoins sa ceinture WBA des poids coqs le 10 août 2013 en battant aux points William Urina puis le 22 mars 2014 Javier Nicolas Chacon.
Moreno perd son titre contre Juan Carlos Payano le 26 septembre 2014 après l'arrêt du combat au 7e round à la suite d'une coupure à l’œil de ce dernier. Il est également battu aux points le 22 septembre 2015 par Shinsuke Yamanaka, champion WBC des poids coqs. Il met un terme à sa carrière sportive en 2017 après une autre défaite contre Julio Ceja.